# Площа Маршала Юзефа Пілсудського (Варшава)

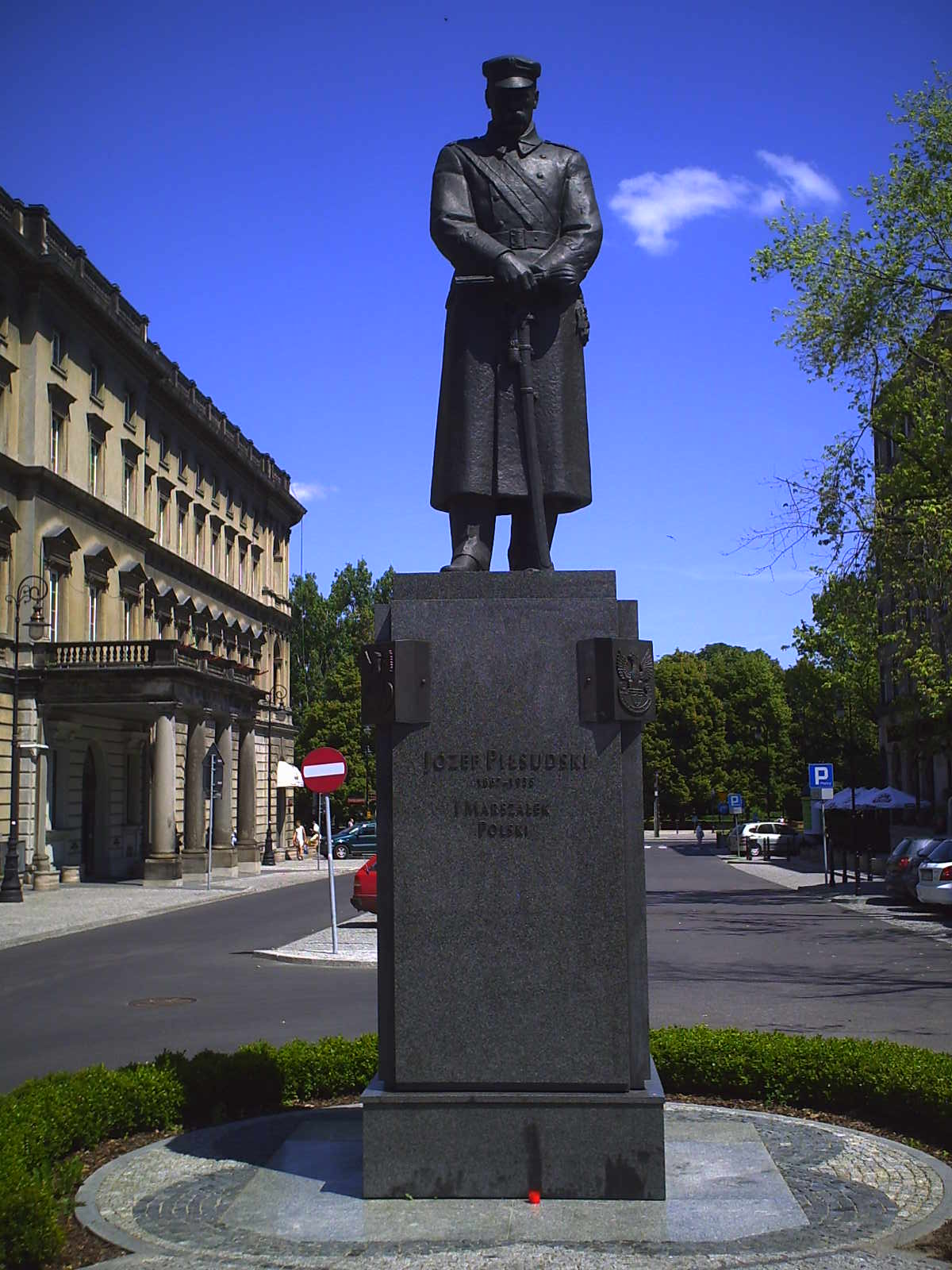
Пам'ятник Маршалу Пілсудському

Пло́ща ма́ршала Ю́зефа Пілсу́дського (пол. Plac marsz. Józefa Piłsudskiego) — парадна площа в центрі Варшави, Польща. Площа названа на честь маршала Юзефа Пілсудського, який зіграв важливу роль у відновленні польської державності після Першої світової війни. В ансамбль площі входить могила Невідомого солдата, пам'ятник Маршалу Пілсудському і руїни Саксонського палацу.

## Історія

### Назва
Площа послідовно носила назви Саксонська площа (по імені палацу саксонських царів, який перебував тут і втраченого в період Другої світової війни), площа Пілсудського (на честь маршала Юзефа Пілсудського), площа Адольфа Гітлера в період окупації Варшави Німеччиною під час Другої світової війни, площа Перемоги (пол. Plac Zwycięstwa) в честь перемоги у Другій світовій війні Польщі та союзників. Зараз знову називається Площа маршала Юзефа Пілсудського.

### Події
Площа була місцем багатьох історичних подій. Ще в XIX столітті площа стала місцем проведення військових парадів. Тут же урочисто вітали важливих офіційних гостей Варшави і Польщі. На цій площі (тоді називалася «Площа Перемоги») в 1979 році в ході свого першого візиту до Польщі після обрання в 1978 році на папський престол Папа Римський Іван Павло II провів урочисту месу перед багатьма тисячами своїх співвітчизників. Тут же в квітні 2005 року, поляки сумували про його смерть. З 1890-х і по 1920-і роки на площі знаходився православний Олександро-Невський собор. Він був знесений в 1920-ті роки після здобуття Польщею незалежності. В даний час площа стала також місцем розташування розкішних магазинів, таких, як італійський Валентино.

## Місцезнаходження
Площа розташована перед саксонськими садами і займає територію в 15 га, що простягаються на південний захід, недалеко від Церкви Святої Трійці. Найближча станція метро — Свєнтокшиська (див. Варшавський метро).